# 貝氏擬獅子魚
貝氏擬獅子魚，為輻鰭魚綱鮋形目杜父魚亞目獅子魚科的其中一種，分布於西北太平洋的日本海槽，棲息深度6830-7587公尺，體長可達10.8公分，為深海底棲性魚類，屬肉食性，生活習性不明。

## 擴展閱讀
維基物種上的相關：貝氏擬獅子魚